# Langenthal
Langenthal est une ville et une commune suisse du canton de Berne, située dans l'arrondissement administratif de Haute-Argovie, sur la rivière Langeten.

## Géographie
Langenthal s'étend sur 21,14 km2.

## Démographie
Langenthal compte 15 838 habitants au 31 décembre 2022. Sa densité de population atteint 749 hab./km2.

## Histoire

Photo aérienne de Walter Mittelholzer (1919)

Langenthal est mentionné dans un document de 561, en rapport avec l'abbaye de St-Urbain, située dans le canton voisin de Lucerne. Durant six siècles, ce couvent joua un rôle important pour Langenthal.
Durant la première moitié du XVIIIe siècle, le village se transforma en localité commerçante, cœur de l'industrie du lin. Une manufacture de porcelaine et d’autres entreprises vinrent renforcer la position de Langenthal comme centre industriel et artisanal.
Depuis le 1er janvier 2010, la commune de Untersteckholz est rattachée à la commune de Langenthal et devient une localité de la commune.
A compter du 1er janvier 2021, la commune de Obersteckholz sera rattachée à la commune de Langenthal et deviendra une localité de la commune .

## Culture et patrimoine

### Héraldique
| Blason | Blasonnement : D'or à trois bandes ondées d'azur Commentaires : <commentaire> |

### Monuments et curiosités
- Église protestante élevée par Abraham Dünz l'Aîné (1678).
- Musée des Beaux-Arts

## Transports
- Ligne ferroviaire CFF Berne-Olten
- Ligne ferroviaire privée Langenthal-Huttwil
- Ligne ferroviaire privée Soleure-Langenthal
- Ligne ferroviaire privée St. Urban-Langenthal
- Deux lignes de bus pour Herzogenbuchsee
- Ligne de bus pour Thunstetten
- Ligne de bus pour Melchnau
- Deux lignes pour la ville
- Autoroute A1 Zurich-Berne, sortie 43
- Aérodrome de Langenthal

## Sports
Le SC Langenthal joue en Swiss League.
Le MRCL (Model Rennsport Club von Langenthal) a un Champion du monde 2015 (au Brésil) Simon Kurzbuch catégorie V8.  

### Personnalités
- Heinz Holliger (1939-), chef d’orchestre
- Friedrich Born (1903-1963), diplomate
- Johann Schneider-Ammann, conseiller fédéral
- Noah Schneeberger (1988-), joueur de hockey
- Sven Bärtschi (1992-), joueur de hockey
- Carole Howald (1993-), curleuse
- Fritz Scheidegger, side-cariste

### Entreprises
- Ammann Group
- Fabrique de porcelaine Langenthal